# Duchowez (Woroschnewo)
Duchowez (russisch Духовец) ist ein Weiler (chutor) in der Oblast Kursk in Russland. Es gehört zum Rajon Kursk und zur Landgemeinde (selskoje posselenije) Woroschnewski selsowjet.

## Geographie
Der Ort liegt gut 12 km Luftlinie südwestlich des Oblastverwaltungszentrums Kursk im südwestlichen Teil der Mittelrussischen Platte, 1,5 km vom Sitz des Dorfsowjet – Woroschnewo, 79 km vor Grenze zwischen Russland und der Ukraine.

### Klima
Das Klima im Ort ist wie im Rest des Rajons kalt und gemäßigt. Es gibt während des Jahres eine erhebliche Niederschlagsmenge. Dfb lautet die Klassifikation des Klimas nach Köppen und Geiger.

## Bevölkerungsentwicklung
| Jahr | Einwohner |
| ---- | --------- |
| 2002 | 205       |
| 2010 | ▼190      |

Anmerkung: Volkszählungsdaten

## Verkehr
Duchowez liegt an der Fernstraße föderaler Bedeutung M2 „Krim“ (ein Teil der Europastraße E105) und 5 km vom nächsten Bahnhof Ryschkowo (Eisenbahnstrecke Lgow-Kijewskij – Kursk) entfernt.
Der Ort liegt 115 km vom internationalen Flughafen von Belgorod entfernt.